# Obywatel G.C. (альбом)
Obywatel G.C. – перший сольний альбом виданий Ґжеґожем Цєховскім у 1986 році. Всі твори альбому звучали на концертах гурту Republika ще до тимчасового виходу Цєховского з нього.

## Список пісень
1. „Paryż-Moskwa 17.15 (czyli mimowolne podróże kochanków)” – 5:11
2. „Tak długo czekam (czyli Ciało)” – 4:59
3. „Błagam nie odmawiaj (czyli wyroki ferowane z pewną nadzieją)” – 5:33
4. „Kaspar Hauser” – 4:26
5. „Spoza linii świata (czyli listy pisane z serca dżungli)” – 4:46
6. „Przyznaję się do winy (czyli zeznania miłosne)” – 6:38
7. „Moje modły” – 6:41

### Редакція 1991 р., видана на студії звукозапису Tonpress
Додано два треки:
1. „Odmiana przez osoby (czyli nieodwołalny paradygmat Józefa K.)” – 5:54
2. „Mówca” – 3:48

До часу виходу редакції 1991 р. ці два твори виходили лише на вінілових синглах. Також як додаткові композиції вони увійшли в перший з дев'яти дисків, які були видані вже після смерті музиканта у 2004 році під назвою Kolekcja (Колекція). 

### Kolekcja – додаткові композиції[2]
1. „Udajesz, że nie żyjesz” – 2:48
2. „Kłam... kłam” – 3:41

Композиції були записані для фільму Zero życia (Нуль життя).

## Склад
- Ґжеґож Цєховскі – флейта, клавішні інструменти, вокал
- Ян Борисевіч – гітара
- Аґнєшка Коссаковска – вокал (сопрано)
- Малґожата Потоцка – вокал
- Януш Сковрон  – клавінет, акордеон, клавішні інструменти
- Кшиштоф Сцєраньскі – бас-гітара
- Павел Сцєраньскі – ритм-гітара
- Хосе Торрес – ханг, перкусія
- Януш Титман – мандоліна
- Кшиштоф Завадзкі – перкусія

Сесійні музиканти
- Міхал Урбаняк – саксофони

Реалізація звуку, семплінг, програмування перкусії на підставі концертних записів гурту Republika, додаткові клавішні інструменти - Рафал Пачковскі. Режисура запису - Рафал Пачковскі, Ґжеґож Цєховскі. Артистичне керівництво - Яцек Сильвін.
Дописи в дужках до основних назв були вимушені цензурою, а KOCH International ніколи не отримав згоди автора на видавання альбому.

## Зовнішні посилання
Обкладинка
Альбом на YouTube